# Изопростаны
Изопростаны — стереоизомеры простагландинов, образуемые при окислении жирных кислот, в основном арахидоновой, в обход циклооксигеназы. Используются в качестве индикаторов уровня окислительного стресса. Комитет по Номенклатуре Эйкозаноидов одобрил унифицированную номенклатурную систему изопростанов.
Наиболее известны F2-изопростаны — группа из 64 молекул, являющихся изомерами простагландина F2.